# 알리샤 고랜슨

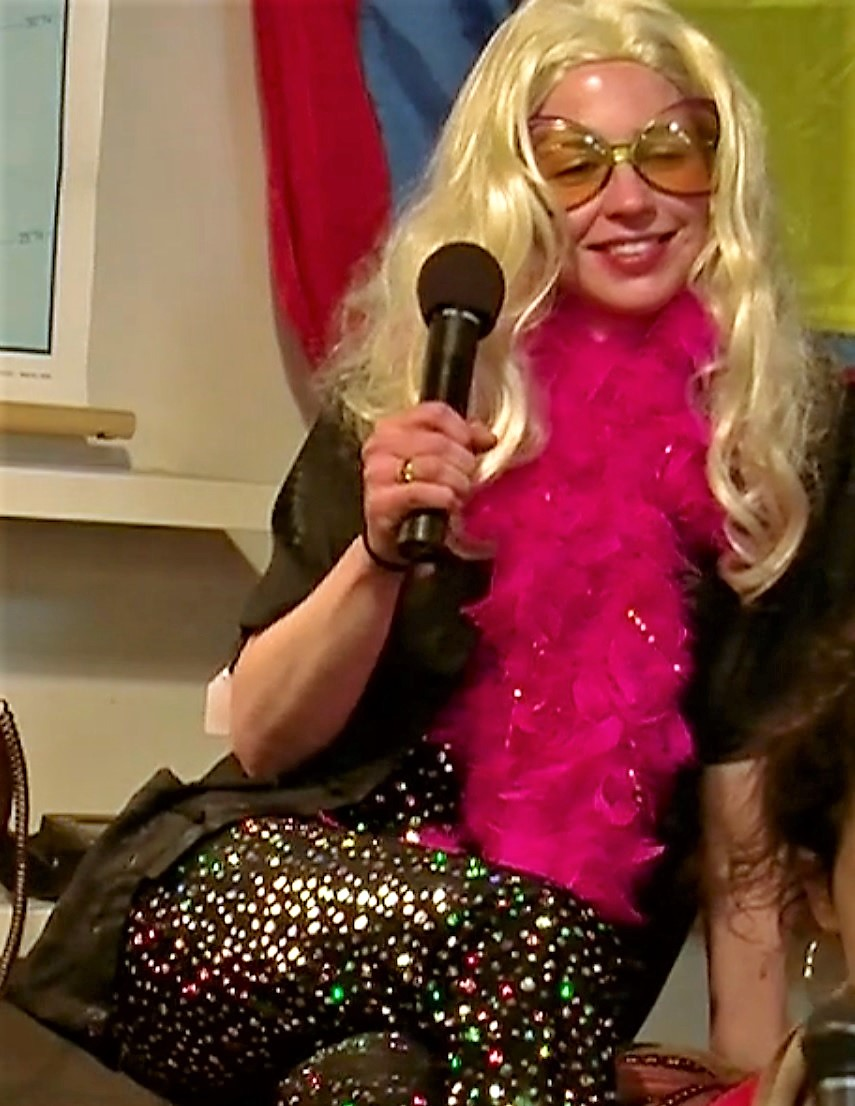

리시 고런슨(Lecy Goranson, 1974년 6월 22일 ~ )은 미국의 배우이다.
에번스턴에서 태어났다.

## 출연 작품
- 허리케인 비앙카: 프롬 러시아 위드 헤이트 (2018년)
- 몬스터 슬레이어 (2011년) - 수 역
- 엑스트라 맨 (2010년)
- 러브, 러들로 (2005년) - 마이라 역
- 데스 4 톨드 (2004년) - 조이스 역
- 소년은 울지 않는다 (1999년) - 캔디스 역

### 텔레비전
- 더 코너스
- 로잔느 아줌마 (1988년)